# Speonomus monbulensis
Speonomus monbulensis es una especie de escarabajo del Speonomus, familia Leiodidae. Fue descrita por Besson en 1968. Se encuentra en Francia.